# Caterina Segurana
Caterina Segurana, o anche Catarina Segurana (fl. XVI secolo), è stata una popolana nizzarda, considerata un'eroina dell'assedio di Nizza del 1543.

## Biografia
Nacque probabilmente nei primi anni del XVI secolo e divenne una lavandaia.
Nell'agosto 1543, dopo alcuni attacchi di minore entità, la flotta turca guidata dal sultano Solimano I e le truppe franco-turche via terra sotto il comando del duca di Enghien e di Khayr al-Dīn Barbarossa posero sotto assedio Nizza e aprirono una breccia nelle mura cittadine presso la torre di Sincaire. Al momento dell'entrata in città degli invasori, Segurana, comunemente chiamata donna Maufaccia o Malfatta, raccolse intorno a sé un drappello di uomini e ricacciò fuori dalle mura i soldati franco-turchi.
Nonostante l'atto di resistenza, considerato una leggenda vista l'assenza di fonti documentali, la città si arrese pochi giorni dopo. Poiché il 15 agosto ricorreva la festività della Vergine molti le attribuirono l'intervento di Segurana, tanto che si parlò anche di una possibile apparizione mariana.

## Nella cultura
Sebbene l'effettiva esistenza di Caterina Segurana sia stata messa in dubbio l'episodio di tentata difesa della città ispirò diversi autori. L'episodio è descritto con dovizia di particolari da Onorato Pastorelli, nato però circa vent'anni dopo i fatti di Nizza, ed appare anche in scritto di Antonio Fighiera, del 1634, e di Pietro Gioffredo, quest'ultimo nato nel 1625. L'assenza dei registri civili della contea di Nizza, che risalgono solo fino al 1564, contribuisce a gettare ombre sull'esistenza di Segurana.
Le furono dedicate poesie in lingua italiana da Luigi Andrioli, che le dedicò anche un poema pubblicato nel 1806, Francesco Barberis e Giuseppe Bianchi. Giuseppe Dabray le dedicò il poema Monfort et Ségurane au siége de Nice ou le triomphe des femmes, edito nel 1876 mentre lo storico Giovanni Battista Toselli le dedicò un melodramma in due parti e un dramma storico in cinque atti e dieci quadri. Tommaso Bensa, un poema epico, pubblicato nel 1898, mentre Charles Roger Dessort pubblicò nel 1932 un romanzo proprio sulla sua figura. Un ulteriore melodramma dedicato a Segurana, in tre atti, uscì nel 1966 e ancora sul finire del XX secolo, nel 1999, Françoise Scoffier pubblicò a Nizza un romanzo storico.
A Nizza le è stata dedicata una via e la scuola posta sulla stessa; inoltre la tribuna ovest dell'Allianz Riviera porta il suo nome e, in un incrocio della città, due epigrafi (rispettivamente scritte in lingua francese e in provenzale) e una palla di cannone turca sparata durante l'assedio, ricordano il coraggio dell'eroina durante l'assedio di Nizza. Altre strade le sono state dedicate ad Anzi, Cagliari, Roma e Torino.